# Liste der Biografien/Gev
Liste der Biografien |
Portal Biografien |
Personensuche
# |
A |
B |
C |
D |
E |
F |
G |
H |
I |
J |
K |
L |
M |
N |
O |
P |
Q |
R |
S |
T |
U |
V |
W |
X |
Y |
Z |
?
 
Ga |
Gb |
Gc |
Gd |
Ge |
Gf |
Gh |
Gi |
Gj |
Gk |
Gl |
Gm |
Gn |
Go |
Gp |
Gq |
Gr |
Gs |
Gu |
Gv |
Gw |
Gy |
Gz
 
Gea |
Geb |
Gec |
Ged |
Gee |
Gef |
Geg |
Geh |
Gei |
Gej |
Gek |
Gel |
Gem |
Gen |
Geo |
Gep |
Ger |
Ges |
Get |
Geu |
Gev |
Gew |
Gex |
Gey |
Gez
Die Liste der Biografien führt alle Personen auf, die in der deutschsprachigen Wikipedia einen Artikel haben. Dieses ist eine Teilliste mit 27 Einträgen von Personen, deren Namen mit den Buchstaben „Gev“ beginnt.

## Gev

### Geva
- Gevaert, François-Auguste (1828–1908), belgischer Komponist und Musikschriftsteller
- Gevaert, Kim (* 1978), belgische Sprinterin
- Gevaert, Lieven (1868–1935), flämischer Industrieller

### Geve
- Geve, Nicolaus Georg (1712–1789), deutscher Maler
- Geve, Thomas (1929–2024), deutsch-israelischer Bauingenieur und Holocaustüberlebender
- Geveden, Rex (* 1962), US-amerikanischer Physiker und Ingenieur
- Gevekoht, Carl Theodor (1798–1850), deutscher Kaufmann, Senator in Bremen und Mitglied der Frankfurter Nationalversammlung
- Gevekot, Max von (1845–1916), deutscher Jurist und lippischer Staatsminister
- Geverdes, Andreas († 1477), Lübecker Bürgermeister
- Gevers van Endegeest, Daniël Théodore (1793–1877), niederländischer Rechtsanwalt und Politiker
- Gevers, Abraham (1712–1780), Bürgermeister von Rotterdam und Naturaliensammler
- Gevers, André (* 1952), niederländischer Radsportler, Weltmeister im Radsport
- Gevers, Ernest (1891–1965), belgischer Degenfechter
- Gevers, Marie (1883–1975), belgische Schriftstellerin und Übersetzerin
- Gevers, Traugott Wilhelm (1900–1991), südafrikanischer Geologe
- Gevers, Willem (1856–1927), niederländischer Diplomat
- Gevert, Jörn (1929–2017), chilenischer Hürdenläufer und Sprinter
- Gevert, Sebastian (* 1988), chilenischer Volleyballspieler

### Gevh
- Gevherhan Hatun, osmanische Prinzessin
- Gevheri, türkischer Volksliedsänger und Dichter

### Gevi
- Geving, Aileen (* 1987), US-amerikanische Curlerin
- Gevinson, Tavi (* 1996), US-amerikanische Mode-BloggerinTavi Gevinson (* 1996)

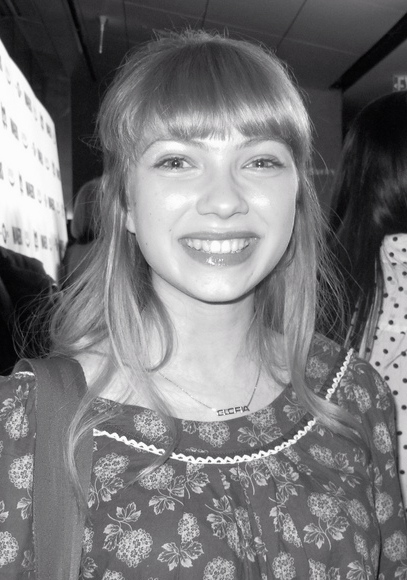
Tavi Gevinson (* 1996)

- Gevisser, Mark (* 1964), südafrikanischer Journalist, Sach- und Drehbuchautor
- Gevitz, Luna (* 1994), dänische Fußballspielerin

### Gevo
- Gevor, Khoren (* 1980), armenischer Boxer
- Gevor, Noel (* 1990), deutscher Boxer

### Gevr
- Gevril, Daniel (1803–1875), Schweizer Maler und Zeichenlehrer